# Michiel ten Horn
 (octobre 2018).
Si vous disposez d'ouvrages ou d'articles de référence ou si vous connaissez des sites web de qualité traitant du thème abordé ici, merci de compléter l'article en donnant les références utiles à sa vérifiabilité et en les liant à la section « Notes et références ».
Michiel ten Horn, né en 1983 à Horst[Lequel ?], est un réalisateur et scénariste néerlandais.

## Filmographie

### Réalisateur
- 2012 : Guilty Movie : co-réalisé avec Thijs Römer, Arne Toonen et Johan Timmers[2]
- 2012 : De Ontmaagding Van Eva Van End[3]
- 2013 : Fingers (sur un scénario de Martijn Hillenius)
- 2014 : Aanmodderfakker[4]

### Scénariste
- 2005 : Marriage de Bram Schouw[5]